# Travis CI
Pour les articles homonymes, voir Travis.
Travis CI est un logiciel libre d'intégration continue. Il fournit un service en ligne utilisé pour compiler, tester et déployer le code source des logiciels développés, notamment en lien avec le service d'hébergement du code source GitHub. Le logiciel est publié sous licence MIT. Sa configuration s'effectue en YAML.